# AJ McLean
Alexander James McLean (* 9. ledna 1978) je americký zpěvák, skladatel, herec, tanečník a model. Je členem vokální skupiny Backstreet Boys. McLean je také přispěvatelem projektu It Gets Better Project. Spolu s Nickem Carterem, Howiem Doroughem, Kevinem Richardsonem a Brianem Littrellem založili popovou skupinu Backstreet Boys v roce 1993. V roce 1992 byl McLean soutěžícím v herní show Nickelodeon Guts. V dubnu 2002 McLean dělal hostující vystoupení v epizodě druhé sezóny Static shock titulovaný jako “Duped”. V době kariéry Backstreet Boys trpěl McLean závislostí na drogách a alkoholu. Jako dítě měl McLean řečovou zábranu, která mu dávala tendenci koktat.